# Jonathan Levitt
Jonathan ("Jon") Paul Levitt (Londen, 3 juni 1963) is een Britse schaker en auteur van diverse boeken over het schaakspel. Hiervan zijn Secrets of Spectacular Chess (1995) en Genius in Chess (1997) zijn bekendste werken.

## Carrière
Jonathan Paul Levitt op 3 juni 1963 in Southwark, Londen geboren. Van 1982 tot 1985 studeerde hij wiskunde aan het Magdalen College, onderdeel van de Universiteit van Oxford.
In 1984 werd hij FIDE meester en in 1994 verkreeg hij de FIDE grootmeester titel. In 1996 organiseerde hij het Schools Problems Solving Championship, welke echter niet lang bestaan heeft. Als schaakjournalist schreef Levitt anekdotes op de voormalige website kasparovchess.com, een commerciële website van Garri Kasparov, en had hij ook een schaakkolom in Oxford Today.
Levitt is auteur van verscheidene schaakboeken - hij was onder meer bekend door zijn talententests waarover hij in het boek Genius in Chess uitweidde - en maakte hij schaakvideo's voor op het internet. Hij was in die periode ook schaakleraar en hield hij zich bezig met eindspelstudies.
Anno 2020 is hij getrouwd en woont hij in Suffolk, Engeland. Zijn inkomen haalt hij dan sinds twee decennia voornamelijk uit professioneel gokken in de cricket-scene.

## Schaken

### Clarendon Court Defence
Levitt is de bedenker van de Clarendon Court Defence (A43). De naam is een verwijzing naar het huizenblok waar Levitt sinds 1976 woonde. Hoewel deze opening zelden gespeeld wordt, is het niet geheel origineel en werd het voorheen ook wel de Oude Benoni Verdediging genoemd. Daar wordt het ook door de Encyclopedia of Chess Openings onder geschaard.
Volgens Levitt zelf is de Clarendon is positioneel niet sterk, maar leidt het tot interessante partijen, en nuttig voor de zwarte speler als hij voor de winst moet spelen.
De zetten die tot de Clarendon leiden zijn als volgt: 1.d4 c5, 2.d5 f5 (diagram).

### Prestaties
Enkele prestaties van Levitt gedurende zijn carrière als schaakspeler zijn de volgende:
- 1990: Levitt speelt voor het Engelse team, dat in Reykjavik Rusland met 6-4 verslaat.[5]
- 2004: Levitt eindigt met 3.5 punten uit zes ronden als derde bij het door de Engelse GM Daniel King gewonnen Howard Staunton Memorial toernooi in Londen; Jon Speelman is tweede.[10]
- 2005: Levitt wint met 6 punten in tien ronden het Staunton Memorial toernooi in Londen, dat toen onder zes spelers gehouden werd. Jon Speelman is wederom tweede.[11]

## Publicaties
- 2020: Contemplating comedy[12]
- 2019: Game Changer
- 2016: Chess for Life
- 1997: Genius in Chess[13]

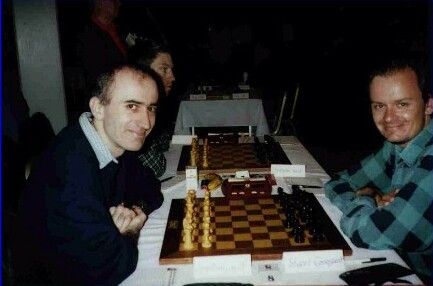
John Levitt versus Stuart Conquest (2004)

- 1995: Secrets of Spectacular Chess (met David Friedgood)
- 1992: Bobby Fischer: The $5,000,000 Comeback (met Nigel Davies en Malcolm Pein)